# Bayerland
Bayerland is een historisch Duits motorfietsmerk.

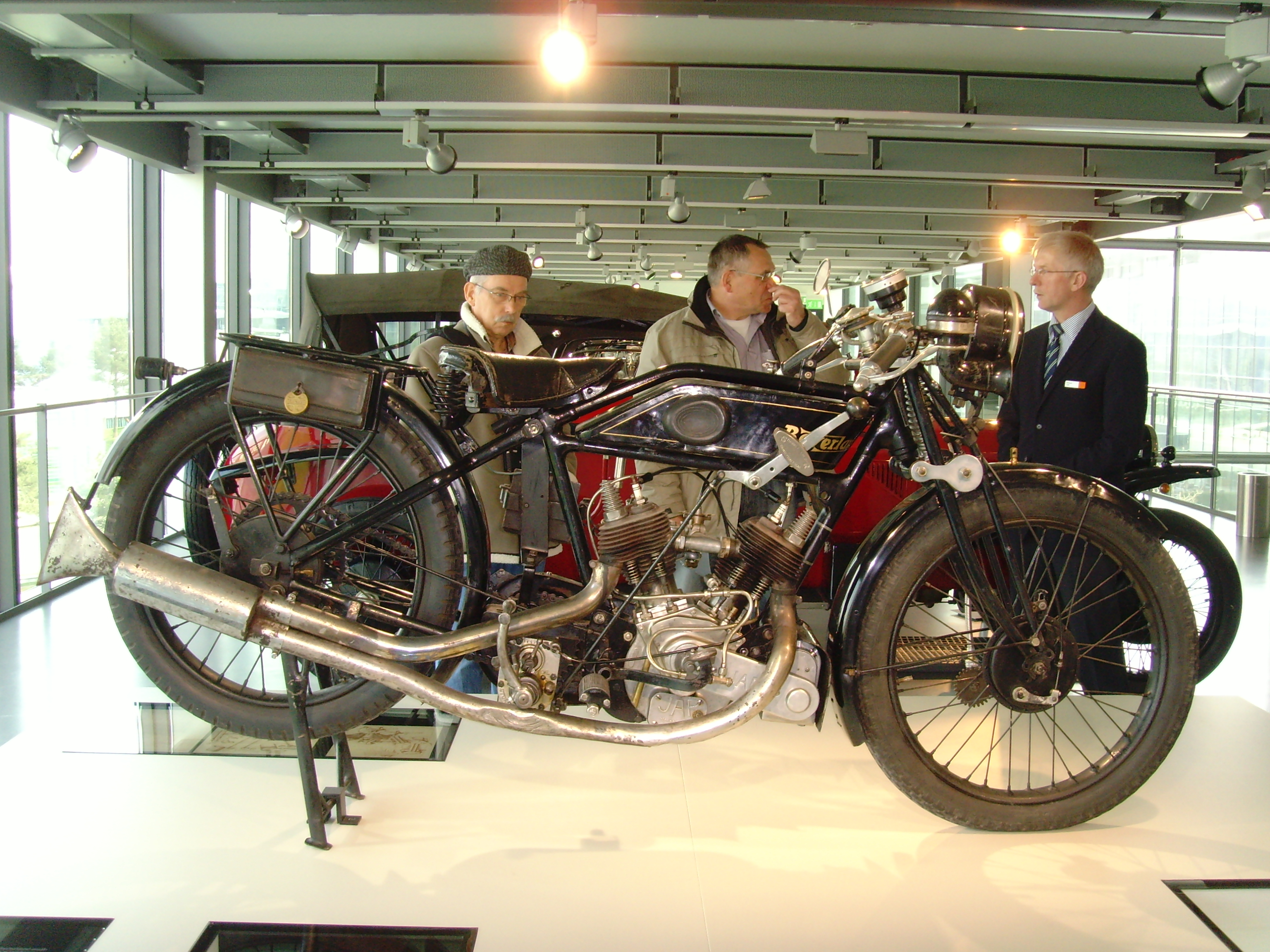
Bayerland-JAP uit 1927

De bedrijfsnaam was: Ing. Anton Bayerlein, München.
Bayerland maakte van 1923 tot 1930 motorfietsen met voornamelijk Britse 248-, 348- 498cc- en 1.000cc-JAP-motoren. Anton Bayerlein bouwde ook verschillende racemotoren, onder andere met 990 cc JAP-V-twins. Volgens sommige bronnen werden de machines door Riebe in Berlijn gemaakt, maar hij was waarschijnlijk slechts vertegenwoordiger van het merk. Dat vermoeden wordt versterkt doordat Josef "Sepp" Giggenbach, die in 1927 een race op de Nürburgring met een Bayerland won, ook uit München kwam, naast uiteraard de naam van het merk, die op Beieren wijst, maar ook afgeleid was van de constructeur Anton Bayerlein.